# Matti Rossi

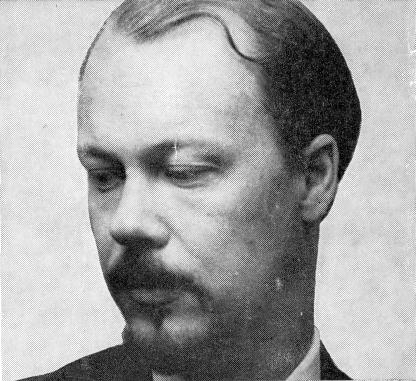
Matti Rossi (1967).

Matti Mikael Rossi, född 13 april 1934 i Sordavala, död 3 juli 2017 i Helsingfors, var en finländsk författare. 
Rossi blev filosofie kandidat 1960 och var redaktör vid BBC:s finska avdelning i London 1961–1966. Han blev, bland annat på grund av sina djärva angrepp på allmänt vedertagna uppfattningar, något av en enfant terrible i den moderna finska litteraturen. Han debuterade 1965 med diktsamlingen Näytelmän henkilöt, där bland annat Vietnamkriget behandlas i lyrisk form, och publicerade senare bland annat diktsamlingarna Agitprop (1972) och Laulu tummana tulevi (1976), som båda bär prägel av författarens starka politiska engagemang. År 1975 väckte han uppmärksamhet genom att per brev till det ungerska författarförbundet ange en ungersk kollega för ett sovjetkritiskt uttalande, vilket medförde svårigheter för vederbörande. 
Rossi lät, särskilt på senare år, sina personer integreras med naturen och hämtade sina metaforer från djurens värld; denna tendens är skönjbar till exempel i novellsamlingen Kuukkeli (1977) och i essäsamlingen Sarvikuonon muistiinpanoja (1981), i vilken han starkt ifrågasätter riktigheten av den finländska historieskrivningen kring fortsättningskriget. Bland hans övriga arbeten märks rapportboken Väkivallan vuosi (1970), en på marxistisk analys baserad skildring av de politiska förhållandena i Latinamerika. Han blev även känd som en framstående översättare till finska av latinamerikanska författare. Stark kritik av det moderna finländska samhället präglar hans sena romaner Ikkuna (1986), Teko (1988) och Elämän suola (1990). Han tilldelades Mikael Agricola-priset 1975.